# Daubeuf-Serville
Daubeuf-Serville è un comune francese di 387 abitanti situato nel dipartimento della Senna Marittima nella regione della Normandia.

## Società

### Evoluzione demografica
Abitanti censiti